# Estádio Fredis Saldívar
Het Estádio Fredis Saldívar is een multifunctioneel stadion in Dourados, een stad in Brazilië. Het stadion heeft als bijnaam 'Douradão'.
Het stadion wordt vooral gebruikt voor voetbalwedstrijden, de voetbalclubs CD Sete de Setembro en Ubiratan EC maken gebruik van dit stadion. In het stadion is plaats voor 18.780 toeschouwers. Het stadion werd geopend in 1986.